# ترانه جوانبخت
ترانه جوانبخت (12 مايو 1974 في طهران، إيران) باحثة علمية، فیلسوفة، فنانة، کاتبة (مؤلف)، شاعرة، مترجمة، منتقدة ادبي، مرجعة الأقران، محررة. وفعالة إيرانية في حقوق الإنسان.

## حياتها
هي حصلت علي بكالوريوس في الکیمیاء من جامعة شهید بهشتي في 1996، ماجستیر في الکیمیاء فیزیائية مع رسالة في الفیزیاء من جامعة بيير وماري كوري في 1998، ماجستیر في العلم الأحياء مع رسالة في العلم الأحياء الجزيئي من جامعة كيبيك في مونتريال في 2011، ماجستیر في الفلسفة مع رسالة في الفلسفة من جامعة كيبيك في مونتريال في 2016 وعلی درجة الدکتوراه في الکیمیاء فیزیائية مع رسالة في الکیمیاء من جامعة بيير وماري كوري في 2002. هي مبحثة ومدرسة في جامعة مونتريال وبوليتكنك مونتريال، مبحثة في جامعة كيبيك في مونتريال ومدرسة العليا للتكنولوجيا.

## أثار
ترانه جوانبخت انتشرت أشعارها وقصصها في إيران. نشرت كتبها ومقالاتها في إيران، فرنسا، كندا وأمريكا. آثارها في علم، الفلسفة، الرسم فني الموسيقي، الأدب والحقوق الإنسان متعدد. وتعيش الآن في كندا.

## الناقد على أثارها
نشر النقاد على أعمال ترانه جوانبخت في وسائل الإعلام. بعض هؤلاء النقاد هم على النحوالتالي:
- موسوي، مهدي. جريدة روزان، 1588, صفحة 6, 2009[16]
- خساره، سعیدرضا. جريدة اعتماد ملی، 821, صفحة 9, 2008[17]
- شریف‌نیا، حمید. جريدة روزان، 1653, صفحة 6, 2009[18]
- حیدري، وحید. جريدة مردمسالاری، 1941, 2008[19]
- عطاران، علیرضا. اعتماد ملی، 811, صفحة 8, 2008[20]
- مولوي، حسین. جريدة وازنا، 2011[21]

## الجوائز والتكريمات
حصلت ترانه جوانبخت على أعمالها في إيران، فرنسا وكندا. منحت من قبل رضا امراللهي رئيس منظمة الطاقة الذرية الإيرانية والثانية في إدارة الرئيس الإيراني في عام 1993. تم الاعتراف بها من قبل الجمعية الفرنسية (Association française des femmes diplômées des universités) في باريس في عام 1999. كما تلقت منحًا لمسابقة البحث في مدرسة البوليتكنك مونتريال في 2011, 2012 و2013.

## في كتب الآخرين
نشر بعض الباحثين والكتاب سيرة وأعمال ترانه جوانبخت في كتبهم التي نشرت في إيران والولايات المتحدة. أعاد مركز الموسوعة الإسلامية الكبرى بنشر نظامها الفلسفي، وعلمها، بما في ذلك فلسفتها في المعرفة وعلم الجمال في عام 2016. كتبت بوران فرخزاد عن كتب ترانه جوانبخت في كتابها بعنوان «كارنامه زنان كارای إيران» نشر الناشر قطره في عام 2002. نشرت رافينا برس قصيدة ترانه جوانبخت في مختارات في واشنطن عام 2004. ريرا عباسي نشرت قصيدة ترانه جوانبخت في مختارات أخرى بعنوان «قصيدة السلام»، نشر هذا الكتاب بواسطة النشر نگاه في طهران في عام 2013. نشرت مونا فلاحي قصيدة من ترانه جوانبخت في مختارات بعنوان «خياب هاي سرخ، كوجي هاى عجیب»، التي نشرها محقق اردبیلي للنشر في أردبيل في عام 2015. كتب محمد وليزاده عن ترانه جوانبخت وكتب القصيدة وكتب القصة القصيرة والكتب المترجمة في كتابه بعنوان «روزنمای ادبيات امروز ایران». الذي نشره ققنوس للنشر في طهران عام 2017.

## وصلات خارجية
- الموقع الرسمي
- الصفحة في لينكدإن